# 合成紙
合成紙（ごうせいし）とは、合成樹脂を主原料として製造された紙である。一般的にはユポ・コーポレーションの商標であるユポ紙と呼ばれることも多い。合成紙の定義は明確になってないが、外観や風合いが木材パルプ紙に良く似ており、紙や合成樹脂フィルムの特性を兼ね併せた物性のものが多い。
紙業界においては各社から製造法や特徴の異なる種々の合成紙が発売されている。紙と同様の加工性を持つ一方耐水性や耐久性に優れており、屋外に掲示されるポスターや食品ラベル、選挙の投票用紙に用いられる。